# Laurit
Laurit är ett metalliskt mineral som består av ruteniumsulfid, RuS2. Det är ett av de få kända ruteniummineralen. Även om det har hittats på många platser över hela världen, är det extremt sällsynt.

## Egenskaper
Laurit är tungt och hårt och bildar svarta oktaedriska korn, kristalliserade i det kubiska kristallsystemet. Det tillhör den grupp mineral som har pyritstruktur. Laurit har Mohs hårdhet 7,5 och specifik vikt 6,43. Mineralet kan också innehålla osmium, rodium, iridium och järn som substituerar rutenium. Svavlet ingår som disulfidjonen, S22-, så ruteniumet är i Ru(II)-oxidationstillståndet. Laurit i ren form innehåller 61,18 procent rutenium och 38,82 procent svavel.

## Struktur

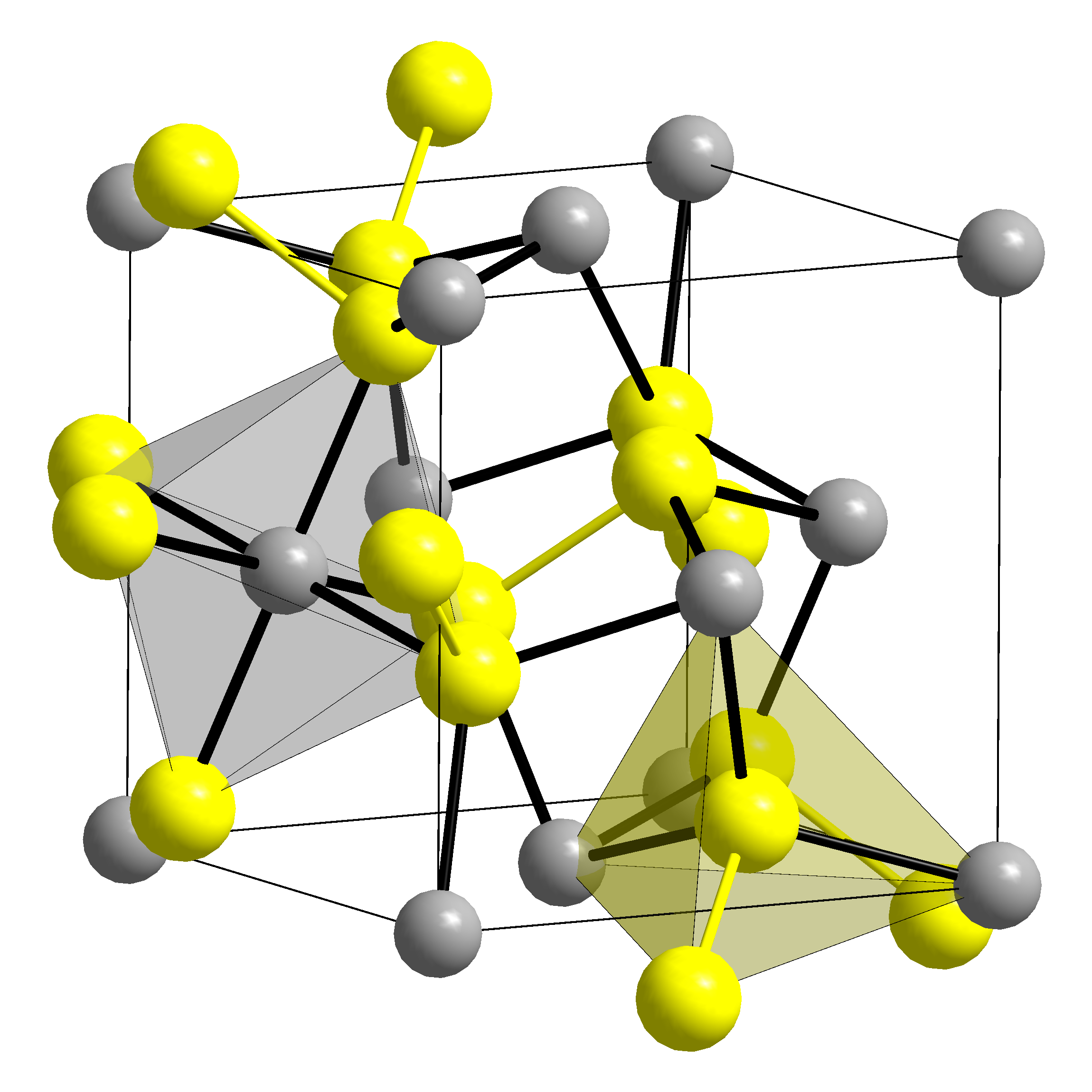
Kristallstruktur av laurit
S Ru

## Förekomst
Laurit upptäcktes 1866 på Borneo och i Malaysia och gavs namn av den amerikanske kemisten Charles A. Joy efter hans hustru Laurie. Det förekommer sällsynt även på många andra platser i världen.
Mineralet förekommer i ultramafiska magmatiska kumulativa fyndigheter och i sedimentära avlagringar som härrör från dem. Det förekommer tillsammans med cooperit, braggit, sperrylit, andra mineral av platinagruppens element samt kromit.

## Användning
Syntetisk RuS2 är en mycket aktiv katalysator för hydroavsvavling.